# 자 자 빙크스

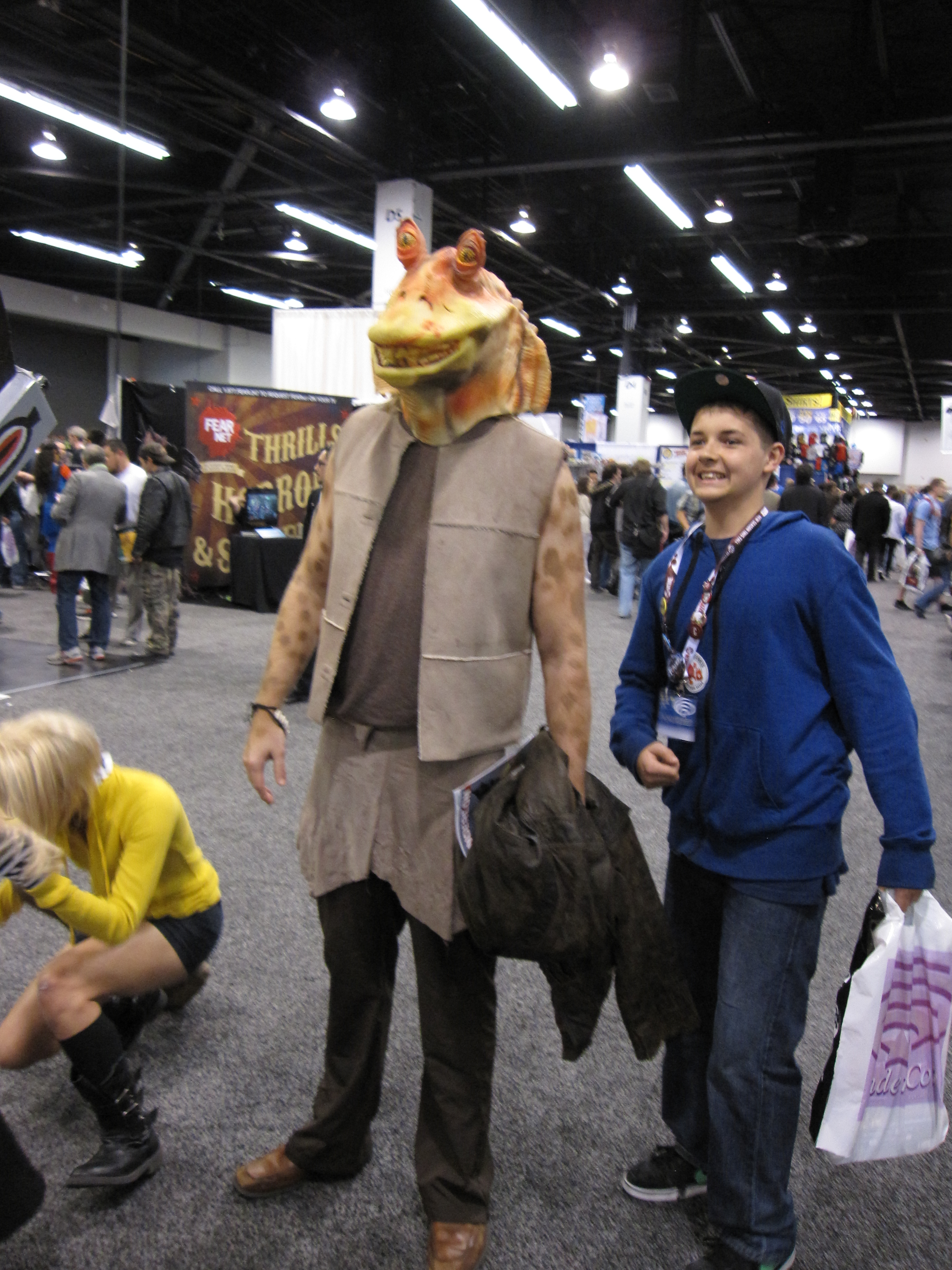

자자 빙크스(영어: Jar Jar Binks)는 스타 워즈의 등장인물이다.

## 상세
나부 행성에 있는 건간족의 한 부족원으로, 에피소드 1에서 등장한다. 에피소드 2에서는 은하 공화국의 나부 의원이 된다.